# Руокосалонсаари
Руокосалонсаари (карел. Ruokosalonsaari — «остров тростниковых дебрей») — небольшой остров в Ладожском озере. Относится к группе Западных Ладожских шхер. Входит в состав Лахденпохского района Карелии, Россия.
Длина 1,5 км, ширина 0,7 км.
Остров расположен на востоке от полуострова Калксало и южнее острова Кярпясенсари. Остров вытянут с запада на восток. Кроме юго-восточной части покрыт лесами.